# Alderik Henk Blom
Alderik Henk Blom (* 18. Februar 1978) ist ein niederländischer Keltologe.

## Leben
Er studierte von 1995 bis 2002 Keltologie, Mediävistik und Kulturgeschichte an der Universität Utrecht  sowie Germanistik an der Universität Amsterdam. Am 1. September 2017 wurde er zum Professor der Universität Marburg ernannt. 
Seine Forschung konzentriert sich auf vergleichende Glossen- und Marginalienforschung und Geschichte der keltischen und germanischen Sprachwissenschaft innerhalb der europäischen Nationalromantik.

## Schriften (Auswahl)
- Glossing the psalms. The emergence of the written vernaculars in Western Europe from the seventh to the twelfth centuries. De Gruyter, Berlin 2017, ISBN 3-11-050037-X.